# 칼 번스틴

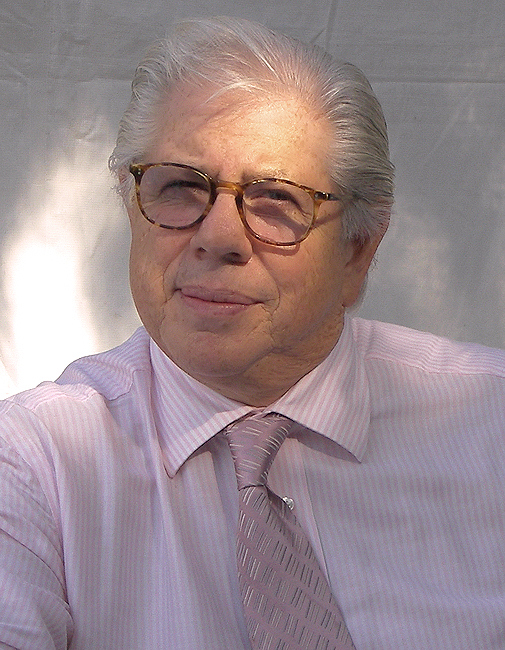
칼 번스틴

칼 번스틴(Carl Bernstein, 1944년 2월 14일 ~ )은 미국의 언론인이다. 밥 우드워드 기자와 함께 워터게이트 사건을 밝히고, 리처드 닉슨 대통령의 사임을 일으킨 워싱턴 포스트 기자이다. 1973년에 퓰리처상을 수상했다.